# 蕉坝镇
蕉坝镇，是中华人民共和国贵州省遵义市务川仡佬族苗族自治县下辖的一个乡镇级行政单位。
2016年1月29日，贵州省人民政府批复同意务川自治县部分乡镇行政区划调整，撤销蕉坝乡，设置蕉坝镇。

## 行政区划
蕉坝镇下辖以下地区：
蕉坝村、沙湾村、麻青村、龙桥村、大坨村、新茶村和乐居村。